# 天皇巷天后宫
28°58′02″N 118°51′49″E / 28.96722°N 118.86361°E
天皇巷天后宫又称天妃宫，位于中国浙江省衢州市柯城区府山街道天皇巷24号，是衢州城内唯一一座天后宫，2011年被列为浙江省文物保护单位。
天后宫坐东朝西，县城前殿、正殿和南北厢房。正殿面阔开间（16.3米），进深9.6米，硬山顶。